# Saúde reprodutiva

## Origem do termo
O termo “saúde reprodutiva” foi cunhado pela Organização das Nações Unidas (ONU) em 1988 como: a saúde reprodutiva é um estado de completo bem-estar físico, mental e social, em todos os aspectos relacionados com o sistema reprodutivo e as suas funções e processos, e não de mera ausência de doença ou enfermidade. A saúde reprodutiva implica, por conseguinte, que a pessoa possa ter uma vida sexual segura e satisfatória, tendo autonomia para se reproduzir e a liberdade de decidir sobre quando e quantas vezes deve fazê-lo. Implícito nesta última condição está o direito de homens e mulheres de serem informados e de terem acesso a métodos eficientes, seguros, permissíveis e aceitáveis de planejamento familiar de sua escolha, assim como outros métodos de regulação da fecundidade, de sua escolha, que não sejam contrários à lei, e o direito de acesso a serviços apropriados de saúde que deem à mulher condições de atravessar, com segurança, a gestação e o parto e proporcionem aos casais a melhor chance de ter um filho sadio. Em conformidade com a definição acima de saúde reprodutiva, a assistência à saúde reprodutiva é definida como a constelação de métodos, técnicas e serviços que contribuem para a saúde e o bem-estar reprodutivo, prevenindo e resolvendo problemas de saúde reprodutiva. Isso inclui também a saúde sexual, cuja finalidade é a intensificação das relações vitais e pessoais e não simples aconselhamento e assistência relativos à reprodução e a doenças sexualmente transmissíveis.

## Trajetória no Brasil

#### Direito e Saúde Reprodutiva no SUS
Esse é um tema central para o governo e que está voltado para garantir os direitos de homens e mulheres, adultos e adolescentes, focando, principalmente, no planejamento familiar.  O Pacto pela Saúde firmado no Brasil entre gestores do SUS, vigente desde 2006, incluí algumas prioridades que correlacionam a saúde sexual com a saúde reprodutiva como o fortalecimento da atenção básica e a promoção da saúde, controle do câncer de colo de útero e da mama, redução da mortalidade infantil e materna, entre outros.
O planejamento familiar no SUS conta com a distribuição de métodos anticoncepcionais reversíveis. Entre os anos 2000 e 2001 foram distribuídos às secretarias estaduais de saúde e às secretarias municipais de saúde 6.210.600 cartelas de anticoncepcional hormonal oral combinado de baixa dosagem, 582.300 ampolas de anticoncepcional hormonal injetável trimestral, 158.300 unidades 11 de DIU TCu 380 A e 30.000 unidades de diafragma. A partir de 2001, foi decidido pelo poder tripartite que esses métodos iriam ser distribuídos em municípios que tiverem pelo menos uma equipe do Programa de Saúde da Família (PSF) habilitada; ou Estar com o termo de adesão ao Programa de Humanização no Pré-Natal e Nascimento (PHPN) aprovado; ou Contar com pelo menos uma equipe do Programa de Interiorização do Trabalho em Saúde (PITS). 
Além de métodos anticoncepcionais reversíveis, há também uma política de elaboração e distribuição de manuais técnicos e cartilhas educativas, capacitação dos profissionais de saúde da atenção básica para a assistência em planejamento familiar, ampliação do programa Saúde e Prevenção nas Escolas, entre outras, há muitas políticas direcionadas para a saúde reprodutiva, contudo, ainda nota-se que há uma carência de direitos reprodutivos e autonomia total sobre o corpo da mulher, isso ligado principalmente aos debates sobre o direito ao aborto legal. 

#### Saúde reprodutiva e gênero
Mesmo dentro das políticas formuladas pelo governo brasileiro, a questão da reprodução aparece como algo sendo para “homens” e “mulheres”, onde a possibilidade do direito e da saúde  reprodutiva é pautada em casais binários e cisgêneros, não tendo fundamento teórico e prático uma vez que os papéis de gênero são construções sociais e que existem diversos papéis de gênero e sexualidade no Brasil.